# Четаріу (комуна)
Четаріу (рум. Cetariu) — комуна у повіті Біхор в Румунії. До складу комуни входять такі села (дані про населення за 2002 рік):
- Теутелек (214 осіб)
- Четаріу (1072 особи) — адміністративний центр комуни
- Шиштеря (663 особи)
- Шуштуроджі (288 осіб)

Комуна розташована на відстані 437 км на північний захід від Бухареста, 9 км на північний схід від Ораді, 128 км на захід від Клуж-Напоки.

## Населення
За даними перепису населення 2002 року у комуні проживали 3892 особи.
Національний склад населення комуни:
| Національність   | Кількість осіб | Відсоток |
| ---------------- | -------------- | -------- |
| угорці           | 3401           | 87,4%    |
| румуни           | 433            | 11,1%    |
| цигани           | 47             | 1,2%     |
| словаки          | 5              | 0,1%     |
| українці         | 4              | 0,1%     |
| німці            | 1              | < 0,1%   |
| росіяни-липовани | 1              | < 0,1%   |

Рідною мовою назвали:
| Мова       | Кількість осіб | Відсоток |
| ---------- | -------------- | -------- |
| угорська   | 3420           | 87,9%    |
| румунська  | 433            | 11,1%    |
| циганська  | 33             | 0,8%     |
| російська  | 2              | 0,1%     |
| словацька  | 2              | 0,1%     |
| українська | 1              | < 0,1%   |
| німецька   | 1              | < 0,1%   |

Склад населення комуни за віросповіданням:
| Релігія                                       | Кількість осіб | Відсоток |
| --------------------------------------------- | -------------- | -------- |
| реформати                                     | 2509           | 64,5%    |
| римо-католики                                 | 722            | 18,6%    |
| православні                                   | 399            | 10,3%    |
| баптисти                                      | 132            | 3,4%     |
| п'ятдесятники                                 | 39             | 1,0%     |
| греко-католики                                | 12             | 0,3%     |
| не релігійні                                  | 9              | 0,2%     |
| лютерани                                      | 3              | 0,1%     |
| адвентисти                                    | 2              | 0,1%     |
| унітарії                                      | 2              | 0,1%     |
| юдеї                                          | 2              | 0,1%     |
| бретрени                                      | 1              | < 0,1%   |
| старообрядці                                  | 1              | < 0,1%   |
| лютерани (Синодально-пресвітеріанська церква) | 1              | < 0,1%   |
| не вказали релігію                            | 1              | < 0,1%   |